# Medaile za americké tažení
Medaile za americké tažení (anglicky American Campaign Medal) je vojenské vyznamenání Spojených států amerických založené roku 1942. Udíleno bylo příslušníkům ozbrojených sil USA, jež sloužili v americké operační oblasti v letech 1941 až 1946.

## Historie
Medaile byla založena prezidentem Franklinem D. Rooseveltem výkonným nařízením Executive Order 9265 ze dne 6. listopadu 1942. Její zřízení bylo oznámeno ve War Department Bulletin 56. Od svého založení po celou druhou světovou válku byla udílena pouze jako stužka. Plné medaile začaly být udíleny až od roku 1947.
Přední stranu medaile navrhl Thomas Hudson Jones. Zadní strana medaile byla navržena Adolphem Alexanderem Weinmanem a stejný motiv je použit i na zadní straně Medaile za evropsko-africko-středovýchodní tažení a na zadní straně Medaile za asijsko-pacifické tažení.

## Pravidla udílení
Vyznamenání bylo udíleno za službu v americké operační oblasti v rozhodném období mezi 7. prosincem 1941 a 2. březnem 1946. A to v případě trvalého nasazení mimo kontinentální hranice USA jako člen posádky plavidla plujícího v oceánských vodách po dobu 30 po sobě jdoucích či 60 po sobě nenásledujících dnů. Uděleno mohlo být i za aktivní boj proti nepříteli, za který byl již vyznamenán jiným vojenským oceněním od velícího generála sboru či vyšší vojenské jednotky. V případě nasazení na kontinentálním území USA za službu v celkové délce alespoň jeden rok.
Hranice americké operační oblasti jsou stanoveny na východě linií táhnoucí se od severního pólu k jihu podél 75. poledníku západní délky k 77. rovnoběžce severní šířky, odtud na jihovýchod přes Davisův průliv k průsečíku 40. rovnoběžky severní šířky a 35. poledníku západní délky, dále k jihu podél tohoto poledníku až k 10. rovnoběžce severní šířky, odtud na jihovýchod k průsečíku rovníku a 20. poledníku západní délky, odtud k jihu podél tohoto poledníku až k jižnímu pólu. Západní hranice prochází od severního pólu na jih podél 141. poledníku západní délky k východní hranici Aljašky, dále jižně a jihovýchodně podél hranice Aljašky s Tichým oceánem, odtud na jih podél 130. poledníku západní délky k jeho průsečíku s 30. rovnoběžkou severní šířky, dále na jihovýchod k průsečíku rovníku a 100. poledníku západní délky a dál k jižnímu pólu.
K získání bronzové hvězdičky opravňovala účast v následujících doprovodných a protiponorkových operacích, ozbrojené strážní službě a účast během speciálních operací:
- Konvoj ON 67: 21. února 1942 až 26. února 1942
- protiponorkové operace USS Atik (AK-101): 27. března 1942
- protiponorkové operace USS Asterion (AK-100): 22. března 1942 až 31. ledna 1943
- Task Group 21.13: 12. července 1942 až 28. srpna 1942
- Konvoj TAG 18: 1. listopadu 1942 až 6. listopadu 1942
- Konvoj SC 107: 3. listopadu 1942 až 8. listopadu 1942
- Task Group 21.14: 27. července 1943 až 10. září 1943
- Task Group 21.15: 24. března 1944 až 11. května 1944
- protiponorkové operace USS Frederick C. Davis (DE-136): 24. dubna 1945
- USS Atherton (DE-169) a USS Moberly (PF-63): 6. května 1945

## Popis medaile
Medaile kulatého tvaru o průměru 32 mm je vyrobená z bronzu. Na přední straně je křižník s bombardérem B-24 Liberator letícím nad ním. V popředí je potápějící se nepřátelská ponorka a v pozadí panorama města. V horní části je při vnějším okraji nápis AMERICAN CAMPAIGN. Na zadní straně je orel se složenými křídly. Vlevo od něj jsou data 1941 a 1945. Vpravo je nápis UNITED STATES OF AMERICA.
Stuha široká 35 mm je modrá, uprostřed je proužek širok 3,2 mm skládající se z proužků tmavě modré, bílé a červené barvy. Mezi středem a okrajem jsou na obou stranách čtveřice proužků širokých 1,6 mm v barvě bílé, černé, červené a bílé. Světle modrá barva symbolizuje Ameriku, trojice proužků uprostřed je převzata z Medaile za službu v amerických obranných silách a symbolizuje pokračování americké obrany po Pearl Harboru. Bílé a černé proužky symbolizují Německo a bílé a červené proužky pak Japonsko.